# سانگیشی
سانگیشی (به لاتین: Sangishi) یک منطقهٔ مسکونی در روسیه است که در شهرستان کیزلیارسکی واقع شده‌است.